# Larry Johnson

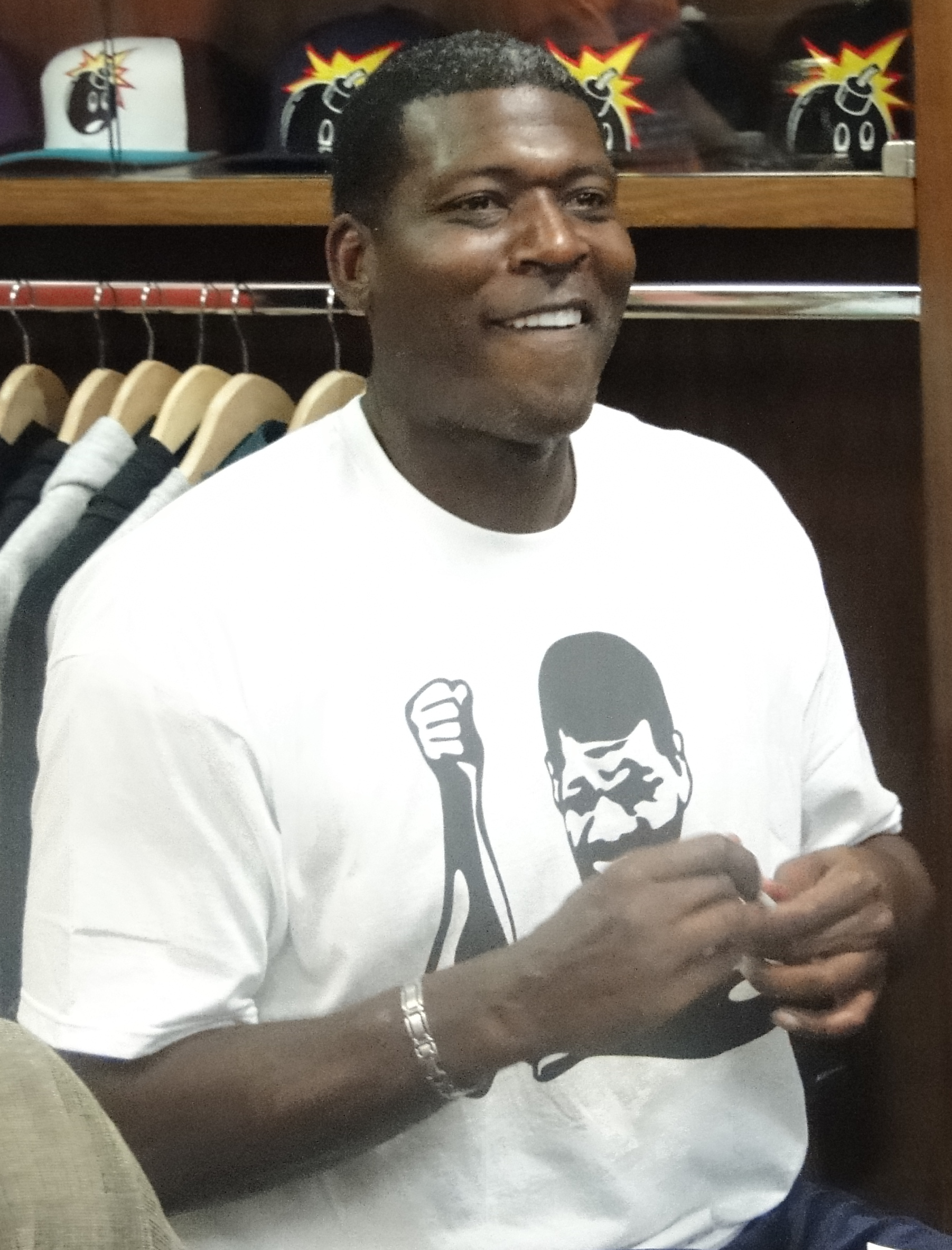
Larry Johnson

Larry Demetric Johnson (Tyler (Texas), 14 maart 1969) is een voormalig Amerikaanse basketbalspeler die zijn professionele carrière doorbracht in de National Basketball Association (NBA) bij de Charlotte Hornets en New York Knicks. Hij werd vermeld met een lengte van 2,01 m en speelde als power-forward.